# Браун, Тим (фигурист)
Тим Бра́ун (англ. Timothy Tuttle Brown, 24 июля 1938 года, Луп-Сити, Небраска, США — 14 сентября 1989 года) — фигурист из США серебряный призёр чемпионатов мира (1957, 1958 годов), бронзовый призёр чемпионата мира (1959 года), серебряный призёр чемпионатов США (1957, 1958, 1959, 1960 годов), бронзовый призёр чемпионата США (1961), в мужском одиночном катании,  бронзовый призёр чемпионата США (1958 года) в спортивных танцах на льду.

## Биография
Удачно дебютировал в 1957 году, заняв второе место на чемпионате США и второе место на чемпионате мира. Из-за гриппа не поехал на чемпионат мира в Прагу. Эта случайность спасла ему жизнь — команда фигуристов США, летевшая на чемпионат погибла в авиационной катастрофе около Брюсселя. Браун также выступал в спортивных танцах на льду в паре с Сюзан Себо. Пара завоевала серебряные медали чемпионата США 1958 года. Окончил Калифорнийский университет в Беркли по специальности «Зоология», позднее выучился на врача и занимался лечебной деятельностью. Умер от СПИДа в 1989 году.

## Спортивные достижения
| Соревнования/Сезоны        | 1957 | 1958 | 1959 | 1960 | 1961 |
| -------------------------- | ---- | ---- | ---- | ---- | ---- |
| Зимние Олимпиады           |      |      |      | 5    |      |
| Чемпионаты мира            | 2    | 2    | 3    |      |      |
| Чемпионат Северной Америки | 3    |      | 2    |      |      |
| Чемпионаты США             | 2    | 2    | 2    | 2    | 3    |

### Танцы на льду
| Соревнования/Сезоны | 1958 | 1959 |
| ------------------- | ---- | ---- |
| Чемпионаты США      | 3    | 4    |